# Appias caeca
Appias caeca är en fjärilsart som beskrevs av Corbet 1941. Appias caeca ingår i släktet Appias och familjen vitfjärilar. Inga underarter finns listade i Catalogue of Life.